# قطر للاستثمارات الرياضية
أوريكس قطر للاستثمارات الرياضية (Oryx QSi)  هي منظمة مساهمة مقفلة تأسست في عام 2005 ومقرها في الدوحة ، قطر . يتم إعادة استثمار الإيرادات الناتجة عن هذه المشاريع في قطاعات الرياضة والترفيه والمتعة في قطر. ويترأس الشركة رئيس مجلس الإدارة ناصر غانم الخليفي ونائب رئيس مجلس الإدارة عادل محمد طيب مصطفوي ، ويضم مجلس إدارتها ثلاثة أعضاء إضافيين.
و هي شركة تابعة لهيئة الاستثمار القطرية (QIA).

## مجموعة مخرجين
ناصر غانم الخليفي يشغل منصب رئيس مجلس إدارة الشركة منذ عام 2011 ، وهو معروف جيدًا بمشاريعه التجارية وأدواره القيادية المختلفة في قطر. يشغل حاليا منصب رئيس مجلس الإدارة والرئيس التنفيذي لمجموعة بي إن الإعلامية في قطر ورئيس نادي باريس سان جيرمان لكرة القدم في فرنسا . كلاعب تنس محترف سابق ، يشغل منصب رئيس الاتحاد القطري للتنس (QTF) ونائب رئيس الاتحاد الآسيوي للتنس لغرب آسيا (ATF).
يشغل عادل محمد طيب مصطفوي منصب نائب رئيس مجلس إدارة الشركة ويتولى العديد من المناصب القيادية الأخرى في الصناعة المصرفية القطرية.
ومن بين أعضاء مجلس الإدارة الثلاثة الآخرين يوسف محمد العبيدلي ، ومحمد عبد العزيز السبيعي ، وصوفي جوردان ، وهم أيضًا أعضاء في مجلس إدارة مجموعة بي إن الإعلامية .

## محفظة
أصبحت الشركة منخرطة بشكل متزايد في قطاع الرياضة والترفيه الدولي كلاعب رئيسي خاصةً في سوق الرياضة الفرنسية مع الاستحواذ الكامل على نادي باريس سان جيرمان (PSG) والشركات التابعة لها في عام 2012. كما استحوذوا أيضًا على 49٪ من مدرسة هوربيري للمكفوفين. وفي نوفمبر 2023 وقّعت "قطر للاستثمارات الرياضية" اتفاقية شراكة مع "أركتوس بارتنرز"، تستحوذ بموجبها "أركتوس بارتنرز"على حصة أقلية 12.5% بنادي "باريس سان جيرمان" الفرنسي بتقييم يفوق (4 مليارات يورو) .
تشمل محفظة استثمارات الشركة أيضًا بوردة علامة تجارية رياضية قطرية ومورد ملابس رياضية وترفيهية متخصصة في تطوير وتخصيص التصميمات والمجموعات الفنية التي تم إنشاؤها في عام 2007 وتسويق نيكست ستيب المتخصص في تمثيل العملاء ، والتسويق المباشر ، وإدارة الأحداث والأنشطة المتعلقة بحقوق الملكية الفكرية من بين الرياضات الأخرى والاستثمارات الترفيهية.

## روابط خارجية
- الموقع الرسمي